# جنون سرعت: تحت تعقیب
جنون سرعت: تحت تعقیب (به انگلیسی: Need for Speed: Most Wanted) یک بازی ویدئویی در سبک مسابقه‌ای در محیطی جهان باز از مجموعه بازی‌های جنون سرعت است که توسط الکترونیک آرتس کانادا توسعه یافته و به وسیلهٔ الکترونیک آرتس در ایالات متحده و در تاریخ ۱۵ نوامبر ۲۰۰۵ عرضه شد. تحت تعقیب برای پلت‌فرم‌های نینتندو دی‌اس، گیم بوی ادونس، مایکروسافت ویندوز، اکس‌باکس، پلی‌استیشن ۲، گیم‌کیوب، و همچنین به عنوان بازی زمان عرضه کنسول اکس‌باکس ۳۶۰ منتشر شده‌است. بازی دوباره تعقیب و گریز پلیسی را به پیکره بزرگی از روند گرویده به مسابقات خیابانی وارد می‌کند. درسال ۲۰۰۶ دو بازی جنون سرعت: تحت تعقیب و جنون سرعت: کربن به بهترین بازیهای آرکید سال تبدیل شدند.
تنوع مراحل در بازی بسیار رضایت بخش بوده و انواع مختلفی را از جمله «رفتن از نقطه‌ای به نقطه‌ای دیگر»، «با حداکثر سرعت از یک سری چک پوینت‌ها گذشتن»، «در یک حلقهٔ مشخص سه بار رانندگی کردن و اول شدن» یا «مراحلی که فرار یا از بین بردن ماشین‌های پلیس» را شامل می‌شود؛ چندین و چند نوع مرحلهٔ گوناگون را در خودش جای داده‌است که می‌شود گفت از این نظر، بهترین نسخه در سری محسوب می‌شود.

## داستان
شما وارد شهر راکپورت شده‌اید و می‌خواهید با پانزده نفر برتر شهر که به اصطلاح Black list نام دارد مسابقه دهید این پانزده نفر تعیین می‌کنند که چه کسی با چه کسی و در چه زمانی مسابقه دهند و هر چه بالاتر، قدرت بیشتری دارند که برای رقابت با آنها باید مراحل آنها را بروند شما در ابتدا با رازور مسابقه می‌دهید و او مدعی است که می‌تواند شما را ببرد و شرط این است برنده ماشین بازنده را بگیرد. اما نفر ۱۵ بلک لیست یعنی ریزور منبع روغن موتور رو سوراخ می‌کنه و ماشین حین مسابقه شاتون میزنه و مسابقه را می‌بازید و به زندان می‌افتید و بعد از آزادی می‌فهمید که رازور با بی ام و ام ۳ شما به بالای بلک لیست رسیده و شما با کمک میا رقیبان را می‌برید و در نهایت رازور را برده و ماشین خود را پس می‌گیرید اما میا یک پلیس مخفی است و با کمک شما توانسته بلک لیست را دستگیر کند اما او شما را فراری می‌دهد و از ان شهر فرار می‌کنید و بقیه داستان به جنون سرعت کربن می‌رسد که در سال بعد منتشر شد.
فیلم های بازی را ببینید
برای دیدن این فیلم های بازی بر روی این متن کلیک کنید